# Genādijs Soloņicins
Genādijs Soloņicins (* 3. Januar 1980 in Liepāja) ist ein ehemaliger lettischer Fußballspieler, der in seiner Karriere fast ausschließlich beim FK Liepājas Metalurgs spielte.

## Karriere

### Verein
Genādijs Soloņicins begann seine Karriere in der Jugend beim FK Liepājas Metalurgs. Dort kam er ab der Spielzeit 1997 in der Profimannschaft zu regelmäßigen Einsatzzeiten. Als Stammspieler konnte Soloņicins mit Metalurgs in der Saison 2005 erstmals die Meisterschaft gewinnen, mit 13 Toren in 28 Spielen, die er bestritt, hatte er großen Anteil an dem ersten Meistertitel der Klubgeschichte. Ein Jahr später folgte der Pokalsieg gegen Skonto Riga, eine Saison darauf gewann er die Baltic League im rein Lettischen Endspiel gegen den FK Ventspils. Im Finale, welches in Hin- und Rückspiel entschieden wurde, konnte Soloņicins je ein Tor erzielen. Im Sommer 2009 wechselte Soloņicins zum PFK Simurq Zaqatala aus Aserbaidschan, kam im Februar 2010 allerdings wieder zurück nach Lettland zum Stammverein. Im Januar 2014 beendete er seine Karriere.

### Nationalmannschaft
Jevgēņijs Kosmačovs spielte erstmals im Jahr 2000 in der Lettischen Nationalmannschaft. Mit der Auswahl seines Heimatlandes nahm er dreimal am Baltic Cup teil und konnte diesen 2008 gewinnen.

## Erfolge
mit dem FK Liepājas Metalurgs:
- Lettischer Meister: 2005, 2009
- Lettischer Pokalsieger: 2005/06
- Baltic League: 2007

mit Lettland:
- Baltic Cup: 2008